# Augaptilus anceps
Augaptilus anceps är en kräftdjursart som beskrevs av Farran 1909. Augaptilus anceps ingår i släktet Augaptilus och familjen Augaptilidae. Inga underarter finns listade i Catalogue of Life.